# Sendim (Felgueiras)
Sendim (Spaans) of Sendin (Mirandees) is een plaats (freguesia) in de Portugese gemeente Felgueiras en telt 1775 inwoners (2001).